# David Goffin
David Goffin (IPA: [david ɡɔfɛ̃]; Liegi, 7 dicembre 1990) è un tennista belga.
È stato il nº 7 del mondo in singolare nel 2017, anno in cui si è qualificato per la finale alle ATP Finals (poi persa contro Grigor Dimitrov) ed è stato il primo tennista uomo belga a essere entrato nella top 10 del ranking ATP. Vanta sei titoli in singolare e uno in doppio nel circuito maggiore, e ha portato il Belgio due volte in finale di Coppa Davis. I suoi migliori risultati nelle prove del Grande Slam sono stati i quarti di finale raggiunti all'Australian Open, al Roland Garros e a Wimbledon.

## Biografia
Da bambino pratica il calcio e la pallamano senza successo, inizia a giocare a tennis a sei anni con la madre Françoise e con il padre Michel, allenatore di tennis a Barchon, dove David incontra l'ex campione belga Michèle Gurdal che lo convince a dedicarsi a questo sport. Subito si appassiona, gioca in continuazione e in seguito si ispirerà a Federer. Anche il fratello Simon è allenatore di tennis ed è stato coach di Anastasija Pavljučenkova. Nel settembre 2021 Goffin sposa Stephanie Tuccitto.

## Carriera

### Juniores
Disputa i tornei dell'ITF Junior Circuit dal maggio 2006 al luglio 2008 e in questo periodo vince due tornei, tra i quali uno di Grade 1 ma nessuno di Grade A. Ottiene comunque diversi buoni piazzamenti e il suo miglior risultato in singolare è la finale raggiunta al Trofeo Bonfiglio del 2008. Si mette in luce nei tornei del Grande Slam solo in doppio con la semifinale raggiunta al Torneo ragazzi di Wimbledon 2008. Nel luglio di quell'anno raggiunge il 10º posto del ranking mondiale juniores, la settimana successiva disputa l'ultimo torneo nella categoria e arriva in semifinale in singolare al Campionato europeo juniores, torneo di Grade B1.

### 2008-2010, inizi da professionista, primi titoli ITF e top 300 nel ranking
Fa la sua prima apparizione tra i professionisti nell'agosto 2008 al torneo Futures ITF Luxembourg F1, vince il primo incontro e viene eliminato al secondo turno sia in singolare che in doppio, guadagnando i primi punti nel ranking ATP. Comincia subito a giocare con continuità nel circuito ITF e già nelle due settimane successive disputa le sue prime finali, perse nei tornei di doppio del Belgium F1 e Belgium F2. In settembre alza il suo primo trofeo sconfiggendo il connazionale Germain Gigounon nella finale del Greece F4. A fine mese debutta nel circuito Challenger a Mons con una sconfitta al primo turno. In novembre gioca la seconda finale in singolare al Dominican Republic F1 e viene sconfitto, la settimana dopo vince il primo torneo in doppio al Dominican Republic F2. Nel 2009 non vince alcun titolo ma comincia a mettersi in luce nel circuito Challenger raggiungendo ad agosto i quarti di finale al Samarkand Challenger e a novembre la semifinale a Todi, dopo aver eliminato il nº 137 ATP Kevin Anderson. Il giorno successivo fa il suo ingresso nella top 300 del ranking. In ottobre batte per la prima volta un top 100 al Challenger di Mons, il nº 93 ATP Christophe Rochus. Nel 2010 torna a vincere nel circuito ITF aggiudicandosi tre titoli in singolare e uno in doppio, mentre nei Challenger raggiunge in settembre la prima finale in carriera a Lubiana, persa al terzo set contro Blaž Kavčič. In novembre porta il suo miglior ranking alla 228ª posizione.

### 2011, esordio nel circuito ATP e top 200
Debutta nell'ATP Tour nel gennaio del 2011 dopo avere superato le qualificazioni del Chennai Open, sconfigge quindi al primo turno il giocatore di casa Somdev Devvarman prima di essere eliminato dal nº 21 ATP Stan Wawrinka dopo due tie-break. Nel corso della stagione non va oltre la semifinale di Mons nel circuito Challenger e vince tre tornei Futures, ponendo fine alla sua esperienza nella categoria vincendo in ottobre il France F20, dopo che in luglio era entrato per la prima volta nella top 200. Quell'anno fa inoltre le sue prime apparizioni nelle qualificazioni di prove del Grande Slam, eliminato al primo turno in quelle dell'Australian Open, perde invece l'incontro decisivo a Wimbledon e agli US Open.

### 2012, quarto turno al Roland Garros, primi titoli Challenger e top 50

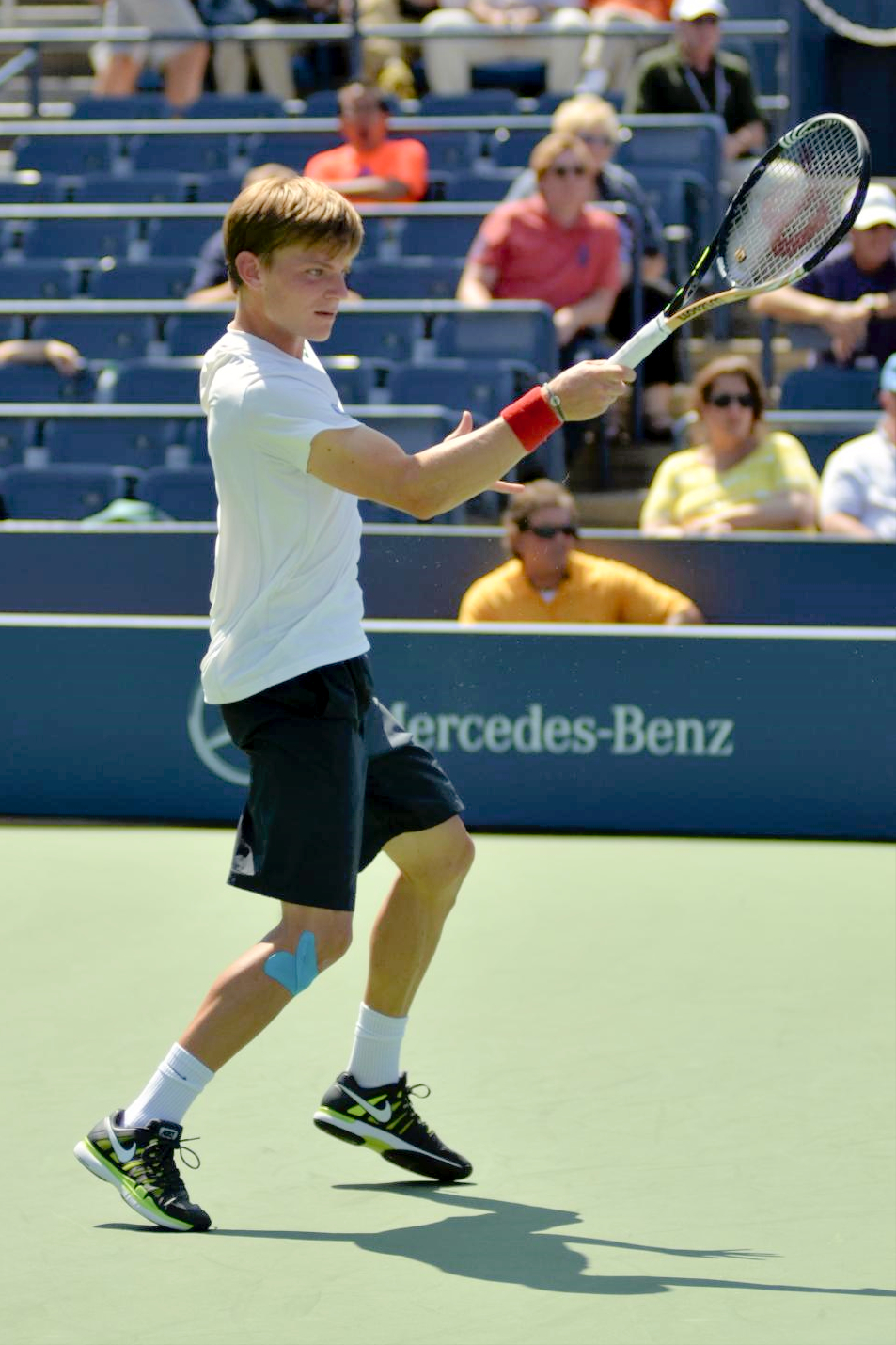
Goffin agli US Open 2012

Inizia di nuovo la stagione a Chennai, dove si spinge fino ai quarti dopo aver eliminato il nº 49 ATP Xavier Malisse e viene sconfitto al terzo set dal nº 9 Janko Tipsarević, che lo elimina al secondo turno anche a Marsiglia. In marzo fa il suo esordio in un torneo Masters 1000 a Miami e raggiunge il secondo turno. Il 1º aprile conquista il suo primo torneo Challenger superando Miša Zverev in finale all'Orange Open Guadeloupe. Al suo debutto in Coppa Davis vince il proprio singolare conquistando il punto del 3–1 nella sfida contro la Gran Bretagna. A fine maggio fa il suo esordio in un torneo dello Slam al Roland Garros, a cui accede come lucky loser, supera in cinque set la 23ª testa di serie Radek Štěpánek, ha quindi la meglio sull'ex top 10 Arnaud Clément e su Łukasz Kubot, al quarto turno strappa il primo set a Roger Federer prima di perdere i tre parziali successivi. A fine torneo fa il suo ingresso nella top 100, in 64ª posizione.
Partecipa a Wimbledon con una wildcard, sconfigge al primo turno il nº 28 ATP Bernard Tomic e viene eliminato al terzo da Mardy Fish. Fa il suo esordio olimpico ai Giochi di Londra ed esce di scena al primo turno per mano di Juan Mónaco. Raggiunge per la seconda volta i quarti di finale in un torneo ATP a Winston-Salem e viene sconfitto dal vincitore del torneo John Isner, mentre esce al primo turno al suo esordio agli US Open. In settembre contribuisce alla promozione del Belgio nel Gruppo Mondiale di Coppa Davis aggiudicandosi i due singolari nella sfida vinta 5–0 con la Svezia. A fine mese vince a Orléans il secondo titolo Challenger battendo in finale Ruben Bemelmans per 6–4, 3–6, 6–3, risultato con cui entra nella top 50. Un mese più tardi raggiunge i quarti di finale all'ATP 500 di Valencia, dove si prende la rivincita sul nº 11 del mondo Isner e viene eliminato da Jürgen Melzer, portandosi al 42º posto nel ranking.

### 2013, discesa nel ranking e operazione al polso
Nel 2013 non ripete i grandi risultati della stagione precedente. Sconfitto in cinque set da Fernando Verdasco al primo turno dell'Australian Open, verrà eliminato al primo turno anche negli altri tornei stagionali del Grande Slam. Il primo risultato di rilievo è il terzo turno raggiunto al Miami Masters in marzo. Sulla terra rossa si distingue solo con la semifinale al Challenger di Bordeaux e con l'eliminazione al primo turno al Roland Garros scende all'84ª posizione nel ranking. Altre sconfitte nel circuito maggiore lo fanno uscire dalla top 100 e vi rientra aggiudicandosi in luglio il Challenger di Eskişehir. L'ultimo risultato positivo è il terzo turno raggiunto al Cincinnati Masters, dove Novak Đoković gli concede solo 2 giochi. In settembre si frattura un polso mentre si sta allenando per la Coppa Davis e si sottopone a un intervento chirurgico, chiudendo in anticipo la stagione.

### 2014, primi due titoli ATP, quattro titoli Challenger e nº 22 del ranking
Riprende a giocare a inizio gennaio e si ritira al secondo turno del Challenger di Noumea. Rientra a fine mese in Coppa Davis e vince un solo incontro nella sfida persa 3–2 contro il Kazakistan. Nella prima parte della stagione non supera mai il secondo turno nei tornei ATP e a marzo esce dalla top 100. La svolta della stagione avviene in luglio, quando dà inizio a una serie di 25 vittorie consecutive a cominciare dal Challenger di Scheveningen, dove batte in finale Andreas Beck. Si impone quindi nelle finali dei Challenger di Poznań – con il successo su Blaž Rola – e di Tampere, dove ha la meglio su Jarkko Nieminen. Il 2 agosto conquista il suo primo titolo ATP al successivo Austrian Open di Kitzbühel, battendo in finale l'idolo di casa Dominic Thiem per 4–6, 6–1, 6–3. La striscia vincente si interrompe a Winston-Salem, dove supera le qualificazioni, sconfigge tra gli altri Leonardo Mayer e viene eliminato nei quarti di finale da Jerzy Janowicz.
Raggiunge poi per la prima volta il terzo turno agli US Open e viene sconfitto dal più quotato Grigor Dimitrov in quattro set. Con le vittorie su Serhij Stachovs'kyj e Illja Marčenko contribuisce alla permanenza nel Gruppo Mondiale del Belgio, che supera l'Ucraina per 3–2. Il 21 settembre si aggiudica l'ATP 250 di Metz, imponendosi in finale per 6–4, 6–3 su João Sousa dopo aver eliminato nei quarti di finale il nº 11 ATP Jo-Wilfried Tsonga. Con questo exploit si issa alla 32ª posizione del ranking mondiale. Continua a risalire la classifica aggiudicandosi in ottobre il Challenger di Mons, dove batte in finale Steve Darcis. Nei quarti di finale del successivo ATP 500 di Basilea sconfigge per la prima volta un top 10, il nº 9 Milos Raonic, raggiunge la finale e raccoglie solo 4 giochi contro il nº 2 Federer. Finisce il 2014 con il nuovo best ranking al 22º posto, dopo aver risalito 91 posizioni nel corso della stagione, impresa che gli vale il premio ATP per il "ritorno dell'anno".

### 2015, due finali ATP, finale di Coppa Davis e 14º nel ranking

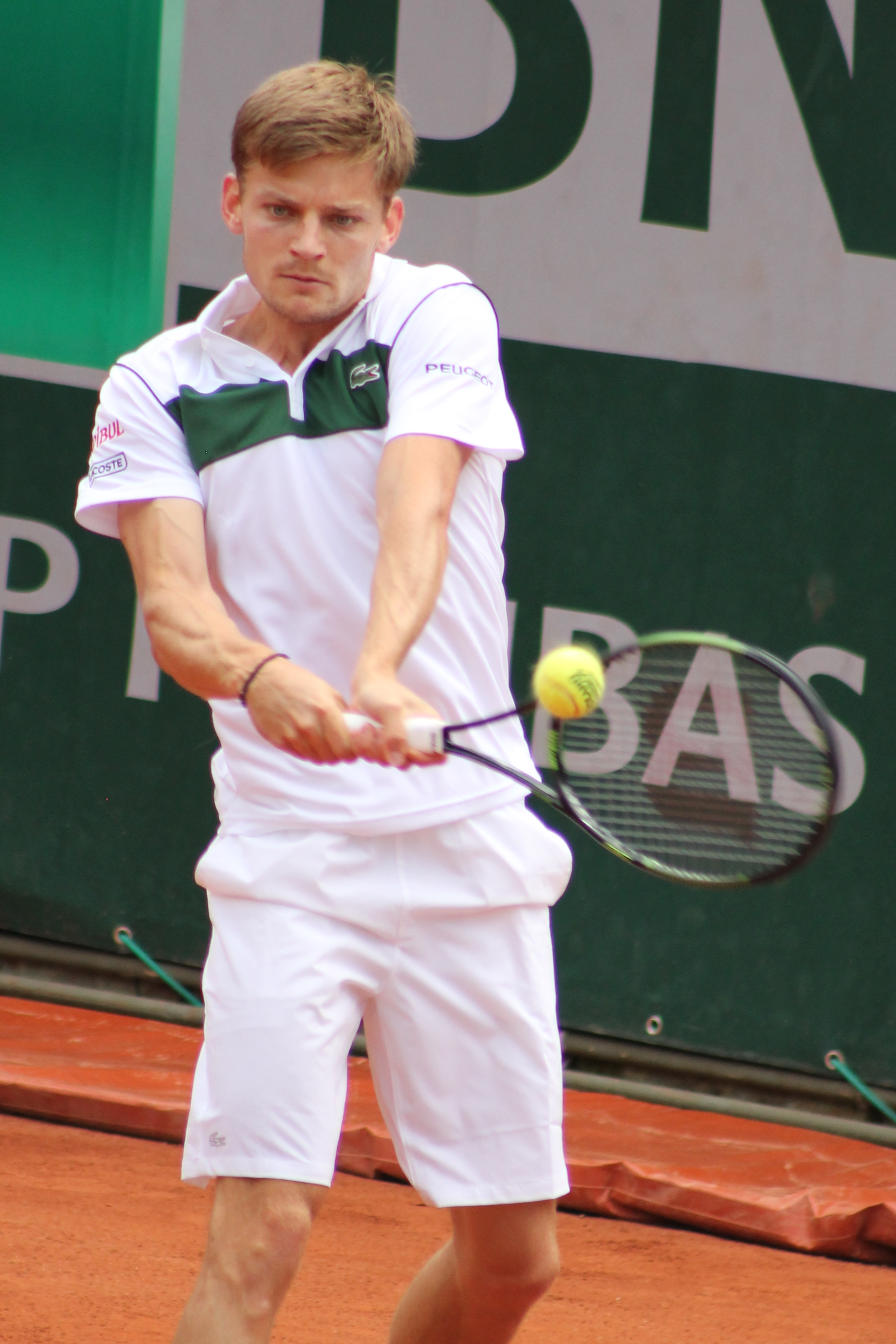
Al Roland Garros 2015

A inizio stagione perde in semifinale a Chennai contro Stan Wawrinka e viene eliminato al secondo turno all'Australian Open da Marcos Baghdatis. In marzo si mette in luce a Miami raggiungendo gli ottavi di finale e viene sconfitto seccamente da Kei Nishikori. Eliminato al secondo turno nei primi due Masters 1000 sulla terra battuta a Monte Carlo, da Tsonga, e a Madrid, di nuovo da Nishikori, a Roma si spinge per la prima volta nei quarti di finale in un Masters dopo essersi preso la rivincita su Tsonga al secondo turno e dopo il forfait di Andy Murray al terzo; viene sconfitto in tre set da David Ferrer e a fine torneo si porta al 18º posto nel ranking. Al Roland Garros non supera il terzo turno, battuto in tre set da Jeremy Chardy; raggiunge quindi la sua prima finale stagionale a 's-Hertogenbosch e perde in due parziali contro Nicolas Mahut. Sconfigge Baghdatis al terzo turno a Wimbledon, eguagliando il suo miglior risultato in uno Slam che aveva ottenuto arrivando al quarto turno al Roland Garros tre anni prima, e per la seconda volta in stagione viene sconfitto da Wawrinka. A fine torneo raggiunge il miglior ranking salendo alla 14ª posizione.
In marzo aveva contribuito a eliminare la Svizzera al primo turno di Coppa Davis, dopo Wimbledon vince contro Filip Peliwo il primo singolare nei quarti di finale e il Belgio accede alla semifinale sconfiggendo il Canada 5–0. Due settimane più tardi viene sconfitto per 5–7, 2–6 nella finale dell'ATP 250 di Gstaad da Dominic Thiem. Viene eliminato al terzo turno nei Masters 100 che precedono lo Slam di New York, a Montréal subisce la terza sconfitta stagionale contro Nishikori e a Cincinnati perde al terzo set contro il nº 1 mondiale Djokovic. Esce al terzo turno anche agli US Open, dove si ritira durante il match con Roberto Bautista Agut che conduceva per 2 set a 1. È di nuovo protagonista in Coppa Davis nella sfida di Bruxelles contro l'Argentina, vince entrambi i singolari contro Federico Delbonis e Diego Schwartzman, e grazie al successo di Steve Darcis su Delbonis nell'incontro decisivo il Belgio torna a disputare la finale del trofeo dopo quella persa nell'edizione del 1904. Eliminato nei quarti a Basilea da Federer e al terzo turno del Masters di Parigi da Murray, chiude la stagione con la finale di Coppa Davis disputata a Gand. In svantaggio di due set nel primo singolare contro Kyle Edmund, si impone lasciando al rivale tre soli giochi nei restanti parziali. Il giorno dopo perde al quarto set il doppio assieme a Darcis contro i fratelli Murray e la Gran Bretagna si aggiudica il trofeo con il successo di Andy Murray su Goffin per 6–4, 4–6, 6–3, 6–2.

### 2016, prime semifinali Masters, primo quarto di finale nel Grande Slam, nº 11 nel ranking e esordio alle ATP Finals
Raggiunge per la prima volta il quarto turno all'Australian Open sconfiggendo Dominic Thiem negli ottavi e raccoglie solo sette giochi contro Federer. In febbraio esce ai quarti di finale dal torneo di Marsiglia per mano di Tomáš Berdych. Vince i due singolari contro Borna Ćorić e Marin Čilić nel primo turno di Coppa Davis, ma perde in doppio assieme a Ruben Bemelmans e la Croazia si impone per 3–2. In marzo disputa la sua prima semifinale in un Masters 1000 a Indian Wells, al secondo turno ha la meglio su Frances Tiafoe dopo aver salvato due matchball, al turno successivo elimina al tiebreak del set decisivo il nº 4 del mondo Stan Wawrinka, e dopo il successo su Cilic viene sconfitto in tre set da Milos Raonic. Subito dopo raggiunge la semifinale anche a Miami e viene battuto in due set dal nº 1 mondiale Djokovic, risultato che lo porta al 13º posto del ranking. A Monte Carlo salva un matchball contro Fernando Verdasco e viene eliminato al terzo turno da Marcel Granollers. Al primo turno a Madrid spreca quattro matchball contro Lucas Pouille e perde al tiebreak del terzo set. Al terzo turno degli Internazionali d'Italia batte per 6–0, 6–0 il nº 8 del mondo Berdych, infliggendogli la peggiore sconfitta in carriera, e al turno successivo viene nuovamente sconfitto da Murray. Disputa per la prima volta i quarti di finale in uno Slam al Roland Garros e viene eliminato in quattro set da Thiem, a fine torneo raggiunge il nuovo best ranking in 11ª posizione.
Eliminato da Federer nei quarti di finale ad Halle, al quarto turno di Wimbledon Goffin spreca il vantaggio di 2 set a 0 contro il nº 7 mondiale Raonic, che si impone in rimonta al quinto set. Viene eliminato al terzo turno sia a Toronto che ai Giochi di Rio, mentre agli US Open perde all'esordio contro il qualificato Jared Donaldson. A settembre viene di nuovo sconfitto da Pouille nella semifinale a Metz e un mese dopo disputa la sua unica finale del 2016 a Tokyo, dove elimina in semifinale Cilic e viene sconfitto da Nick Kyrgios che vince per 7–5 il set decisivo. Raggiunge i quarti allo Shanghai Masters battendo Juan Martín del Potro al primo turno e Gaël Monfils al terzo, ed è ancora Murray a eliminarlo. Al successivo ATP 250 di Anversa perde in semifinale contro Diego Schwartzman. Eliminato al terzo turno del Masters di Parigi, vede sfumare la possibilità di qualificarsi alle ATP Finals di Londra, ma viene aggregato come riserva. Monfils si ritira dal torneo per infortunio dopo il suo secondo incontro e gli subentra Goffin, che al suo esordio nella manifestazione raccoglie solo tre giochi contro Djokovic e viene eliminato.

### 2017, due titoli ATP, prima volta in top 10 e finale alle ATP Finals
Apre il 2017 ad Abu Dhabi, dove sconfigge Jo-Wilfried Tsonga nei quarti di finale e in semifinale il n° 1 del mondo Andy Murray, per poi essere sconfitto in finale da Rafael Nadal. Nel successivo Open in Qatar esce al secondo turno per mano di Fernando Verdasco. Prende parte agli Australian open come testa di serie n°11 e sconfigge nell'ordine Reilly Opelka, l'ex top ten Radek Štěpánek e la testa di serie n° 20 Ivo Karlović. Negli ottavi di finale elimina Dominic Thiem e, ai suoi primi quarti di finale agli Australian Open, viene eliminato in tre set da Dimitrov. A febbraio raggiunge la finale del Sofia Open, dopo avere battuto il campione uscente Roberto Bautista Agut, e subisce la seconda sconfitta consecutiva da Dimitrov. Al Rotterdam Open si prende la rivincita sul bulgaro nei quarti di finale e perde la finale contro Jo-Wilfried Tsonga. Grazie a questo risultato entra per la prima volta in top 10 e diventa il primo tennista belga a riuscire nell'impresa. Al Masters di Indian Wells sconfigge Karen Chačanov e Albert Ramos Viñolas prima di cedere in tre set a Pablo Cuevas. Raggiunge gli ottavi anche al Miami Open con i successi su Darian King e Diego Schwartzman, e viene eliminato da Nick Kyrgios.
Inizia la stagione su terra al Monte Carlo Masters, supera Steve Darcis, Nicolás Almagro e al terzo turno Dominic Thiem in tre combattuti set; nei quarti di finale sconfigge in tre set il n° 2 del mondo Novak Đoković – contro il quale aveva perso i primi cinque incontri – e viene fermato in semifinale da Rafael Nadal, che lo batte 6–3, 6–1. Al successivo torneo di Barcellona viene sconfitto al terzo turno in rimonta da Karen Chačanov, sul quale si prende subito la rivincita al primo turno del Madrid Masters, dove batte anche Florian Mayer e Milos Raonic e nei quarti viene sconfitto ancora da Nadal. Eliminato da Marin Čilić al terzo turno a Roma, al terzo turno del Roland Garros è costretto al ritiro per un infortunio alla caviglia che lo costringe a saltare la stagione sull'erba. Torna in campo a Gstaad e viene sconfitto da Robin Haase nei quarti di finale.
Eliminato al primo turno al Masters di Montréal e al secondo a Cincinnati, si spinge fino al quarto turno agli US Open con i successi su Julien Benneteau e Guido Pella e grazie al ritiro di Gaël Monfils. Viene eliminato in tre set da Andrej Rublëv, anche a causa di evidenti problemi fisici. Contribuisce alla vittoria per 3–2 del Belgio nella semifinale di Coppa Davis contro l'Australia battendo John Millman e Nick Kyrgios. A Metz non va oltre i quarti di finale, sconfitto in tre set da Benoît Paire. La settimana successiva conquista a Shenzhen il suo terzo titolo ATP in carriera, con la vittoria in finale su Aleksandr Dolhopolov per 6–4, 6(5)–7, 6–3. Si ripete al successivo torneo di Tokyo, dove si impone in finale in due set su Adrian Mannarino conquistando il primo titolo in un ATP 500. La striscia vincente viene interrotta al primo turno di Shanghai da Gilles Simon.
Raggiunge poi i quarti di finale ad Anversa e le semifinali a Basilea. Nell'ultimo Master 1000 della stagione a Parigi non va oltre il terzo turno, sconfitto in due set da Julien Benneteau. Nonostante l'uscita prematura conquista un posto alle ATP Finals come nº 7 del ranking e viene inserito nel gruppo di Rafael Nadal, Dominic Thiem e Grigor Dimitrov. Nel Round Robin batte per la prima volta in carriera Nadal con il punteggio di 7–6(5), 6(4)–7, 6–4, supera quindi Thiem per 6–4, 6–1 e viene sconfitto da Dimitrov per 6–0, 6–2. Nonostante la sconfitta raggiunge le semifinali come secondo classificato del girone e affronta Roger Federer, che sconfigge per la prima volta in carriera con il punteggio di 2–6, 6–3, 6–4. Raggiunge così la sua quinta finale in stagione e viene sconfitto nuovamente da Dimitrov con il punteggio di 5–7, 6–4, 3–6. Partecipa poi alla finale di Coppa Davis persa 3–2 contro la Francia, nonostante le sue vittorie su Lucas Pouille e Jo-Wilfried Tsonga. Chiude l'anno al 7º posto della classifica mondiale.

### 2018: infortuni all'occhio e al gomito, uscita dalla top 20
Inizia la stagione alla Hopman Cup in coppia con Elise Mertens, battono Canada e Australia ma finiscono secondi nel girone dietro alla Germania. Al secondo turno degli Australian Open viene sconfitto in rimonta da Julien Benneteau. Nel primo turno di Coppa Davis vinto 3–2 contro l'Ungheria, supera Attila Balázs e Márton Fucsovics e spinge il Belgio nei quarti di finale. La settimana successiva perde in tre set la semifinale a Montpellier contro Richard Gasquet. Anche a Rotterdam raggiunge la semifinale, e si ritira durante il match contro Dimitrov dopo essere stato colpito da una palla sull'occhio.. L'infortunio lo fa stare fuori dal circuito un mese e scende alla 9ª posizione del ranking. Rientra a Miami e viene sconfitto 0–6, 1–6 all'esordio da João Sousa. A Montecarlo raggiunge i quarti di finale e viene nuovamente eliminato da Dimitrov. Al successivo torneo di Barcellona batte in tre set Marcel Granollers, Karen Chačanov e Roberto Bautista Agut e in semifinale viene sconfitto da Nadal per 6–4, 6–0. Eliminato al terzo turno a Madrid da Kyle Edmund, raggiunge i quarti a Roma e viene sconfitto dal nº 3 del mondo Alexander Zverev, che si aggiudicherà il titolo. Al primo turno del Roland Garros supera Robin Haase dopo aver perso i primi due parziali e al terzo turno salva quattro matchball contro Monfils, viene eliminato al turno successivo dalla rivelazione del torneo Marco Cecchinato.
Sconfitto al primo turno sull'erba del Queen's e di Wimbledon, inizia la trasferta americana a Washington con la sconfitta subita nei quarti di finale contro Stefanos Tsitsipas e viene quindi battuto all'esordio a Toronto dall'idolo locale Raonic. A Cincinnati si prende la rivincita su Tsitsipas, supera nella stessa giornata Anderson e del Potro – rispettivamente nº 6 e nº 3 del mondo – e in semifinale contro Federer si deve ritirare per un problema alla spalla dopo aver vinto il primo parziale. Agli US Open si spinge fino al quarto turno e perde in tre set contro Cilic. In settembre fa il suo esordio nella prestigiosa Laver Cup con una vittoria in singolare contro Schwartzman e una sconfitta in doppio assieme a Dimitrov contro Kyrgios / Sock. Un nuovo infortunio, questa volta al gomito destro, lo costringe a chiudere la stagione a fine settembre e a fine anno scende al 22º posto del ranking.

### 2019, primo titolo ATP in doppio, prima finale in un Masters 1000 e 11º nel ranking

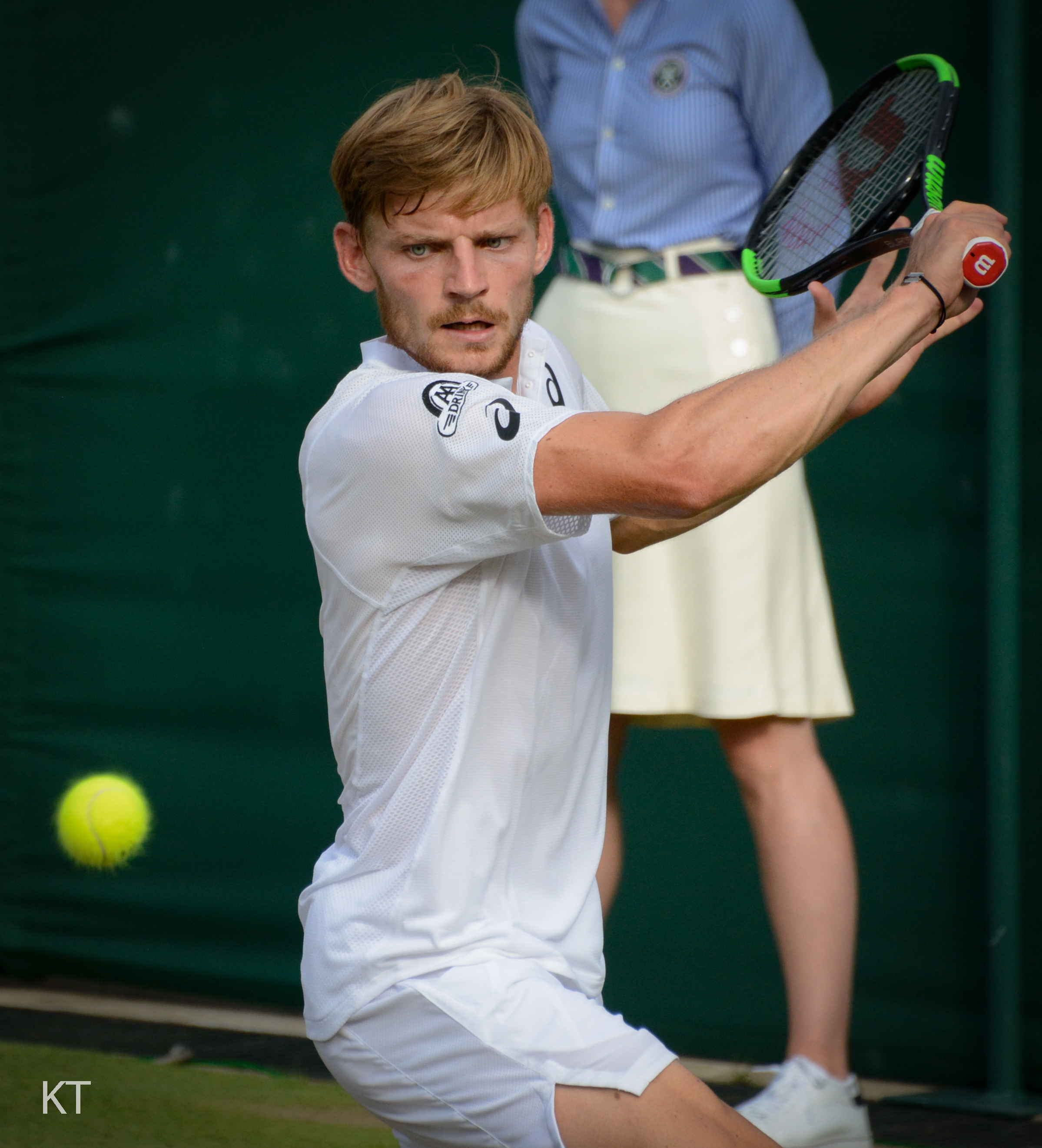
Al torneo di Wimbledon 2019

Torna a giocare all'inizio della stagione 2019 a Doha e viene eliminato al primo turno in singolare, mentre in doppio, specialità in cui non aveva mai superato i quarti nei tornei ATP, vince a sorpresa il titolo in coppia con Pierre-Hugues Herbert battendo in finale Robin Haase / Matwé Middelkoop
con il punteggio di 5–7, 6–4, [10–4]. Viene quindi eliminato al terzo turno dell'Australian Open da Daniil Medvedev. Raggiunge la semifinale a Marsiglia e viene sconfitto da Tsitsipas, mentre a Miami perde al quarto turno contro Frances Tiafoe. Ad aprile viene di nuovo battuto in semifinale da Tsitsipas all'Estoril, e dopo le premature eliminazioni a Madrid e a Roma viene sconfitto al terzo turno al Roland Garros da Nadal. A fine torneo scende nel ranking alla 33ª posizione, la più bassa dal settembre 2014. Dopo sei sconfitte nelle ultime semifinali disputate, torna a giocare una finale ad Halle grazie ai successi sul nº 5 del mondo Alexander Zverev e in semifinale su Matteo Berrettini, e cede in due set a Federer che vince il torneo per la decima volta. Raggiunge per la prima volta i quarti di finale a Wimbledon, eliminando tra gli altri Daniil Medvedev, e contro Djokovic raccoglie solo sei giochi.
La trasferta americana ha inizio con due sconfitte a Washington e a Montréal, e si riscatta a Cincinnati raggiungendo la finale – la prima di un belga in un torneo Masters 1000 – nella quale Medvedev si prende la rivincita di Wimbledon imponendosi per 7–6, 6–4. Goffin conferma il buon momento spingendosi fino al quarto turno agli US Open ed è ancora sconfitto da Federer. Un mese più tardi salva tre matchball contro Pablo Carreño Busta al primo turno a Tokyo e raggiunge la semifinale, dove ancora una volta viene battuto da Djokovic. In ottobre viene sconfitto da Federer anche al terzo turno di Shanghai e il mese dopo torna a occupare l'11ª posizione nel ranking.

### 2020-2021, un titolo ATP, nuovi infortuni e discesa nel ranking
L'esordio stagionale è all'ATP Cup, nel round robin vince con Radu Albot e Dimitrov, perde contro Daniel Evans ma il Belgio passa il turno. Nei quarti di finale sconfigge Nadal, gli spagnoli vincono gli altri due incontri e accedono alla semifinale. Eliminato al terzo turno dell'Australian Open da Andrej Rublëv, raggiunge la semifinale a Montpellier e viene sconfitto da Vasek Pospisil. Non ottiene altri risultati significativi nella prima parte della stagione e torna a giocare in agosto dopo la pausa del tennis mondiale a causa del COVID-19. Non va oltre il terzo turno a Cincinnati, mentre agli US Open cede in quattro set al quarto turno a Denis Shapovalov. Negli ultimi quattro tornei stagionali, compreso il Roland Garros, raccoglie solo sconfitte.
Ritrova il successo all'inizio del 2021 ad Antalya e arriva in semifinale, dove viene eliminato da Alex de Minaur. Esce al primo turno al Melbourne 1 e agli Australian Open e a fine febbraio torna a vincere dopo più di tre anni un titolo ATP a Montpellier, battendo in tre set Roberto Bautista Agut. Nei tornei successivi non supera il secondo turno; è di nuovo protagonista a Monte Carlo eliminando al terzo turno il nº 6 del mondo Alexander Zverev, e al turno successivo perde in tre set contro Daniel Evans. Si ritira durante l'incontro di terzo turno a Barcellona, rientra due settimane dopo e vince un solo incontro in quattro tornei. In giugno si infortuna la caviglia sinistra ad Halle e deve restare fermo altre otto settimane. Al suo rientro viene sconfitto al primo turno a Cincinnati e scende alla 30ª posizione mondiale. Esce all'esordio anche agli US Open e chiude subito dopo la stagione per un infortunio al ginocchio sinistro.

### 2022, un titolo ATP
Torna a giocare all'inizio del 2022 ripartendo dalla 39ª posizione del ranking e viene sconfitto all'esordio al Melbourne Summer Set. Vince i primi incontri dopo il rientro al Sydney International ed è costretto al ritiro dopo aver perso il primo set con Murray nei quarti di finale. Una settimana più tardi Daniel Evans gli concede solo sette giochi al primo turno degli Australian Open. In marzo si impone in entrambi i singolari e perde in doppio nella sfida di Coppa Davis vinta 3–2 contro la Finlandia. Il mese successivo scende alla 74ª posizione mondiale, ma subito si aggiudica il titolo all'ATP 250 di Marrakech sconfiggendo in finale Alex Molčan al terzo set; a fine torneo rientra nella top 50. Raggiunge il terzo turno nei Masters di Monte Carlo e Madrid, e viene sconfitto rispettivamente da Alejandro Davidovich Fokina e Nadal, che ha la meglio al tie-break del set decisivo. Al primo turno degli Internazionali d'Italia elimina il nº 12 del mondo Hubert Hurkacz e viene sconfitto al secondo turno da Jenson Brooksby. Al Roland Garros accede al terzo turno superando Frances Tiafoe e perde contro Hurkacz.
A Wimbledon sconfigge tra gli altri Sebastián Báez e di nuovo Tiafoe, e perde per 5–7 al quinto set contro Cameron Norrie nei quarti di finale. Non usufruisce dei punti del ranking, che ATP e WTA hanno stabilito di non assegnare per questa edizione dello Slam londinese dopo che gli organizzatori avevano escluso i tennisti russi e bielorussi a causa dell'invasione russa dell'Ucraina del 2022, e scende alla 71ª posizione del ranking, la più bassa dal luglio 2014. Salta gli ultimi tornei stagionali sulla terra battuta, rientra il mese dopo per la tournée americana sul cemento e viene eliminato al primo turno in 5 tornei consecutivi, tra i quali gli US Open. Torna al successo vincendo due dei tre incontri disputati nella fase a gironi delle finali di Coppa Davis, che non bastano a evitare al Belgio l'eliminazione. A ottobre raggiunge i quarti di finale all'ATP di Anversa. Chiude la stagione risalendo al 53º posto mondiale.

### 2023, un titolo Challenger e uscita dalla top 100
All'esordio stagionale perde entrambi gli incontri alla United Cup e raggiunge i quarti al successivo ATP di Auckland; un'improvvisa indisposizione lo costringe a rinunciare agli Australian Open. A fine gennaio torna a vincere un titolo al Challenger 125 del BW Open battendo in finale Mikael Ymer e il mese successivo rientra nella top 40. Nella qualificazione di Coppa Davis persa a sorpresa a Seul contro la Corea del Sud, vince il primo singolare e perde il secondo. Verso fine febbraio si riacutizza il cronico problema al ginocchio e deve sottoporsi a un periodo di riabilitazione. Rientra ad aprile inoltrato e nei primi tre tornei ATP sulla terra battuta vince un solo incontro, mentre esce di scena in semifinale al Challenger 175 di Aix-en-Provence; a fine torneo esce dalla top 100 per la prima volta dal luglio 2014.
Al secondo turno agli Internazionali d'Italia cede in 3 set a Zverev dopo aver vinto il primo, e perde al quinto set al turno di esordio al Roland Garros contro Hubert Hurkacz. Rientra nella top 100 dopo il terzo turno raggiunto a Wimbledon – dove perde in 4 set contro Rublëv – e la semifinale disputata al Challenger di Verona. Viene eliminato a sorpresa da Dennis Novak al primo turno di qualificazione degli US Open ed esce nuovamente dalla top 100. Il miglior risultato di fine stagione è la finale raggiunta al Challenger di Bergamo, persa contro Jack Draper dopo aver vinto il primo set.

### 2024, quarti di finale a Shanghai, un titolo Challenger 125 e rientro in top 50
Nella prima parte della stagione non supera il secondo turno nelle prove del circuito maggiore e i quarti di finale nei Challenger. Tra i successi di rilievo quello sull'emergente Giovanni Mpetshi Perricard al primo turno del Roland Garros. A giugno si aggiudica il Challenger 125 sull'erba dell'Ilkley Trophy battendo in finale Harold Mayot, e rientra nella top 100. Torna a disputare una semifinale ATP a Winston-Salem, elimina tra gli altri il top 40 Luciano Darderi e viene sconfitto da Lorenzo Sonego. Agli US Open elimina Adrian Mannarino ed esce al terzo turno per mano di Tomáš Macháč. Torna a giocare dopo oltre un mese allo Shanghai Masters e supera al secondo turno il top 20 Lorenzo Musetti; accede ai quarti di un Masters 1000 per la prima volta dal Monte Carlo Masters 2021 con la sorprendente vittoria in due set sul nº 2 del mondo Alexander Zverev e viene eliminato da Taylor Fritz. Raggiunge i quarti anche allo Swiss Indoors e viene eliminato da Hloger Rune dopo i successi sul top 40 Matteo Arnaldi e sul top 20 Ugo Humbert; a fine torneo rientra per una settimana alla 50ª posizione.

### 2025, vittoria su Alcaraz a Miami
Perde i primi cinque incontri disputati nel 2025, tra cui quello agli Australian Open. Torna al successo a fine febbraio ad Acapulco, al secondo turno ha la meglio sul nº 14 ATP Ben Shelton ed esce al terzo turno per mano di Brandon Nakashima. Desta clamore la sua seconda vittoria in carriera al Miami Open su Carlos Alcaraz, nº 3 del mondo, e viene di nuovo sconfitto al terzo turno da Nakashima. Esce di scena ancora al terzo turno all'ATP 500 di Monaco di Baviera. In aprile si infortuna a un piede durante il match di primo turno al Madrid Open. Nonostante resti inattivo per oltre due mesi, a maggio sale alla 47ª posizione mondiale.
Torna a giocare a Wimbledon e al primo turno raccoglie solo 5 giochi contro Rinky Hijikata. Esce di scena nelle fasi iniziali del torneo anche nei due impegni successivi.

## Caratteristiche tecniche
Ha un'ottima coordinazione, buona velocità negli spostamenti e capacità di intuire la traiettoria della palla colpendola con grande anticipo, qualità che sopperiscono alle sue limitate doti fisiche e che gli permettono inoltre di eseguire colpi profondi in risposta a servizi particolarmente potenti e angolati mantenendo una buona posizione, tanto da essere considerato uno dei migliori del circuito nella risposta al servizio. È un giocatore completo e sa adattarsi a qualsiasi superficie; predilige il gioco di dritto, con cui commette meno errori, ma è apprezzabile anche il suo rovescio a due mani, in particolare nei colpi lungolinea.

## Statistiche

### Singolare

#### Vittorie (6)
| Legenda              |
| Grande Slam (0)      |
| ATP Finals (0)       |
| ATP Masters 1000 (0) |
| ATP Tour 500 (1)     |
| ATP Tour 250 (5)     |

| N. | Data              | Torneo                                 | Superficie  | Avversario in finale  | Punteggio        |
| 1. | 2 agosto 2014     | Austrian Open Kitzbühel, Kitzbühel     | Terra rossa | Dominic Thiem         | 4–6, 6–1, 6–3    |
| 2. | 21 settembre 2014 | Moselle Open, Metz                     | Cemento (i) | João Sousa            | 6–4, 6–3         |
| 3. | 1º ottobre 2017   | Shenzhen Open, Shenzhen                | Cemento     | Aleksandr Dolhopolov  | 6–4, 6(5)–7, 6–3 |
| 4. | 8 ottobre 2017    | Japan Open Tennis Championships, Tokyo | Cemento     | Adrian Mannarino      | 6–3, 7–5         |
| 5. | 28 febbraio 2021  | Open Sud de France, Montpellier        | Cemento (i) | Roberto Bautista Agut | 5–7, 6–4, 6–2    |
| 6. | 10 aprile 2022    | Grand Prix Hassan II, Marrakech        | Terra rossa | Alex Molčan           | 3–6, 6–3, 6–3    |

#### Finali perse (9)
| Legenda              |
| Grande Slam (0)      |
| ATP Finals (1)       |
| ATP Masters 1000 (1) |
| ATP Tour 500 (4)     |
| ATP Tour 250 (3)     |

| N. | Data             | Torneo                                 | Superficie  | Avversario in finale | Punteggio     |
| 1. | 26 ottobre 2014  | Swiss Indoors, Basilea                 | Cemento (i) | Roger Federer        | 2–6, 2–6      |
| 2. | 14 giugno 2015   | Rosmalen Open, 's-Hertogenbosch        | Erba        | Nicolas Mahut        | 6(1)–7, 1–6   |
| 3. | 2 agosto 2015    | Swiss Open Gstaad, Gstaad              | Terra rossa | Dominic Thiem        | 5–7, 2–6      |
| 4. | 9 ottobre 2016   | Japan Open Tennis Championships, Tokyo | Cemento     | Nick Kyrgios         | 6–4, 3–6, 5–7 |
| 5. | 12 febbraio 2017 | Sofia Open, Sofia                      | Cemento (i) | Grigor Dimitrov      | 5–7, 4–6      |
| 6. | 19 febbraio 2017 | Rotterdam Open, Rotterdam              | Cemento (i) | Jo-Wilfried Tsonga   | 6–4, 4–6, 1–6 |
| 7. | 19 novembre 2017 | ATP Finals, Londra                     | Cemento (i) | Grigor Dimitrov      | 5–7, 6–4, 3–6 |
| 8. | 23 giugno 2019   | Halle Open, Halle                      | Erba        | Roger Federer        | 6(2)–7, 1–6   |
| 9. | 18 agosto 2019   | Cincinnati Open, Cincinnati            | Cemento     | Daniil Medvedev      | 6(3)–7, 4–6   |

### Doppio

#### Vittorie (1)
| Legenda doppio       |
| Grande Slam (0)      |
| ATP Finals (0)       |
| ATP Masters 1000 (0) |
| ATP Tour 500 (0)     |
| ATP Tour 250 (1)     |

| N. | Data           | Torneo           | Superficie | Compagno              | Avversari in finale          | Punteggio        |
| 1. | 4 gennaio 2019 | Qatar Open, Doha | Cemento    | Pierre-Hugues Herbert | Robin Haase Matwé Middelkoop | 5–7, 6–4, [10–4] |

### Tornei minori

#### Vittorie (15)
| Legenda tornei minori |
| Challenger (9)        |
| Futures (6)           |

| N.  | Data              | Torneo                              | Superficie     | Avversario in finale     | Punteggio        |
| 1.  | 21 settembre 2008 | Greece F4, Cefalonia                | Cemento        | Germain Gigounon         | 6–1, 6–2         |
| 2.  | 11 luglio 2010    | Germany F8, Römerberg               | Terra rossa    | Éric Prodon              | w/o              |
| 3.  | 15 agosto 2010    | Belgium F1, Eupen                   | Terra rossa    | Peter Torebko            | 6–3, 4–6, 6–3    |
| 4.  | 17 ottobre 2010   | France F18, Saint-Dizier            | Cemento        | Adrien Bossel            | 6–4, 7–5         |
| 5.  | 23 ottobre 2011   | France F19, La Roche-sur-Yon        | Cemento indoor | Peter Torebko            | 6–2, 1–6, 7–6(4) |
| 6.  | 30 ottobre 2011   | France F20, Rodez                   | Cemento indoor | Adrián Menéndez Maceiras | 6–3, 6–2         |
| 7.  | 1º aprile 2012    | Open Guadeloupe, Le Gosier          | Cemento        | Miša Zverev              | 6–2, 6–2         |
| 8.  | 30 settembre 2012 | Open d'Orleans, Orléans             | Cemento        | Ruben Bemelmans          | 6–4, 3–6, 6–3    |
| 9.  | 21 luglio 2013    | Eskişehir Cup, Eskişehir            | Cemento        | Marsel İlhan             | 4–6, 7–5, 6–2    |
| 10. | 13 luglio 2014    | The Hague Open, Scheveningen        | Terra rossa    | Andreas Beck             | 6–3, 6–2         |
| 11. | 20 luglio 2014    | Poznań Open, Poznań                 | Terra rossa    | Blaž Rola                | 6–4, 6–2         |
| 12. | 27 luglio 2014    | Tampere Open, Tampere               | Terra rossa    | Jarkko Nieminen          | 7–6(3), 6–3      |
| 13. | 5 ottobre 2014    | Mons Challenger, Mons               | Terra rossa    | Steve Darcis             | 6–3, 6–3         |
| 14. | 29 gennaio 2023   | BW Open, Ottignies-Louvain-la-Neuve | Cemento (i)    | Mikael Ymer              | 6–4, 6–1         |
| 15. | 22 giugno 2024    | Ilkley Trophy, Ilkley               | Erba           | Harold Mayot             | 6–4, 6–2         |

#### Finali perse (7)
| Legenda tornei minori |
| Challengers (2)       |
| Futures (5)           |

| N. | Data              | Torneo                               | Superficie  | Avversario in finale | Punteggio        |
| 1. | 23 novembre 2008  | Dominican Republic F1, Santo Domingo | Cemento     | Nikolaus Moser       | 4–6, 3–6         |
| 2. | 28 giugno 2009    | Italy F16, Castelfranco Veneto       | Terra rossa | Adam Kellner         | 4–6, 7–6(9), 3–6 |
| 3. | 18 luglio 2010    | Germany F9, Treviri                  | Terra rossa | Grigor Dimitrov      | 6–4, 1–6, 4–6    |
| 4. | 6 agosto 2010     | Germany F11, Wetzlar                 | Terra rossa | Alexander Flock      | 5–7, 2–6         |
| 5. | 26 settembre 2010 | Ljubljana Open, Lubiana              | Terra rossa | Blaž Kavčič          | 2–6, 6–4, 5–7    |
| 6. | 6 novembre 2010   | Israel F4, Ramat HaSharon            | Cemento     | Daniel Cox           | 6–3, 4–6, 4–6    |
| 7. | 5 novembre 2023   | Internazionali di Bergamo, Bergamo   | Cemento (i) | Jack Draper          | 6–1, 6(3)–7, 3–6 |

## Risultati in progressione

### Singolare
| V | F | SF | QF | #T | RR | Q# | A | Z# | PO | O | F-A | SF-B | ND |

(V) Torneo vinto; raggiunto (F) finale, (SF) semifinale, (QF) quarti di finale, (#T) turni 4, 3, 2, 1; (RR) round - robin; (Q#) Turno di qualificazione; (A) assente dal torneo; (Z#) Zona gruppo Coppa Davis/Fed Cup (con indicazione numero); (PO) play-off Coppa Davis o Fed Cup; vinto un (O) oro, (F-A) argento o (SF-B) bronzo ai Giochi Olimpici; (ND) torneo non disputato.
Aggiornato al 28 luglio 2025.
| Tornei del Grande Slam |                 |                 |                 |                 |                 |                 |                 |       |               |                 |                 |                 |                 |                 |                 |                 |       |              |              |              |
| Australian Open        | A               | A               | Q1              | Q2              | 1T              | A               | 2T              | 4T    | QF            | 2T              | 3T              | 3T              | 1T              | 1T              | A               | 1T              | 1T    | 0 / 11       | 13–11        | 54%          |
| Roland Garros          | A               | A               | A               | 4T              | 1T              | 1T              | 3T              | QF    | 3T            | 4T              | 3T              | 1T              | 1T              | 3T              | 1T              | 2T              | A     | 0 / 13       | 19–13        | 59%          |
| Wimbledon              | A               | A               | Q3              | 3T              | 1T              | 1T              | 4T              | 4T    | A             | 1T              | QF              | ND              | A               | QF              | 3T              | 1T              | 1T    | 0 / 11       | 18–11        | 62%          |
| US Open                | A               | A               | Q3              | 1T              | 1T              | 3T              | 3T              | 1T    | 4T            | 4T              | 4T              | 4T              | 1T              | 1T              | Q1              | 3T              |       | 0 / 12       | 18–12        | 60%          |
| Vittorie–Sconfitte     | 0–0             | 0–0             | 0–0             | 5–3             | 0–4             | 2–3             | 8–4             | 10–4  | 9–3           | 7–4             | 11–4            | 5–3             | 0–3             | 6–4             | 2–2             | 3–4             | 0–2   | 0 / 47       | 68–47        | 59%          |
| Torneo di fine anno    |                 |                 |                 |                 |                 |                 |                 |       |               |                 |                 |                 |                 |                 |                 |                 |       |              |              |              |
| ATP Finals             | Non Qualificato | Non Qualificato | Non Qualificato | Non Qualificato | Non Qualificato | Non Qualificato | Non Qualificato | RR    | F             | Non Qualificato | Non Qualificato | Non Qualificato | Non Qualificato | Non Qualificato | Non Qualificato | Non Qualificato |       | 0 / 2        | 3–3          | 50%          |
| ATP Tour Masters 1000  |                 |                 |                 |                 |                 |                 |                 |       |               |                 |                 |                 |                 |                 |                 |                 |       |              |              |              |
| Indian Wells           | A               | A               | A               | A               | 2T              | 1T              | A               | SF    | 4T            | A               | 2T              | ND              | A               | 1T              | A               | 1T              | 0 / 7 | 7–7          | 50%          |              |
| Miami                  | A               | A               | A               | 2T              | 3T              | 1T              | 4T              | SF    | 4T            | 2T              | 4T              | ND              | 2T              | 2T              | A               | Q2              | 3T    | 0 / 11       | 16–11        | 59%          |
| Monte Carlo            | A               | A               | A               | A               | 1T              | 1T              | 2T              | 3T    | SF            | QF              | 2T              | ND              | QF              | 3T              | 1T              | Q1              | Q2    | 0 / 10       | 15–10        | 60%          |
| Madrid                 | A               | A               | A               | A               | 1T              | A               | 2T              | 1T    | QF            | 3T              | 1T              | ND              | A               | 3T              | 1T              | Q1              | 1T    | 0 / 9        | 7–9          | 44%          |
| Roma                   | A               | A               | A               | A               | A               | A               | QF              | QF    | 3T            | QF              | 2T              | 2T              | 2T              | 2T              | 2T              | A               | A     | 0 / 9        | 14–9         | 61%          |
| Montreal/Toronto       | A               | A               | A               | A               | 1T              | A               | 3T              | 3T    | 2T            | 1T              | 1T              | ND              | A               | 1T              | A               | A               |       | 0 / 7        | 4–7          | 36%          |
| Cincinnati             | A               | A               | A               | Q2              | 3T              | A               | 3T              | 2T    | 1T            | SF              | F               | 3T              | 1T              | 1T              | A               | A               |       | 0 / 9        | 14–9         | 61%          |
| Shanghai               | A               | A               | A               | A               | A               | A               | 2T              | QF    | 2T            | A               | 3T              | ND              | ND              | ND              | A               | QF              |       | 0 / 4        | 6–4          | 60%          |
| Parigi                 | A               | A               | A               | Q1              | A               | 2T              | 3T              | 3T    | 3T            | A               | 2T              | 2T              | A               | 1T              | A               | Q1              |       | 0 / 7        | 4–7          | 40%          |
| Vittorie–Sconfitte     | 0–0             | 0–0             | 0–0             | 1–1             | 5–6             | 1–4             | 12–8            | 19–9  | 15–9          | 10–6            | 10–9            | 1–3             | 4–4             | 6–7             | 1–3             | 4–2             | 3–3   | 0 / 74       | 92–74        | 55%          |
| Nazionale              |                 |                 |                 |                 |                 |                 |                 |       |               |                 |                 |                 |                 |                 |                 |                 |       |              |              |              |
| Giochi Olimpici        | Non disputati   | Non disputati   | Non disputati   | 1T              | Non disputati   | Non disputati   | Non disputati   | 3T    | Non disputati | Non disputati   | Non disputati   | Non disputati   | A               | Non disputati   | Non disputati   | A               | ND    | 0 / 2        | 2–2          | 50%          |
| Coppa Davis            | A               | A               | A               | PO              | 1T              | 1T              | F               | 1T    | F             | QF              | RR              | ND              | A               | RR              | PO              | A               |       | 0 / 10       | 29–6         | 83%          |
| Vittorie–Sconfitte     | 0–0             | 0–0             | 0–0             | 3–1             | 1–1             | 3–1             | 5–1             | 5–1   | 6–0           | 2–0             | 1–1             | 0–0             | 0–0             | 4–1             | 1–1             | 0–0             |       | 0 / 12       | 31–8         | 79%          |
| Statistiche Carriera   |                 |                 |                 |                 |                 |                 |                 |       |               |                 |                 |                 |                 |                 |                 |                 |       |              |              |              |
| Titoli                 | 0               | 0               | 0               | 0               | 0               | 2               | 0               | 0     | 2             | 0               | 0               | 0               | 1               | 1               | 0               | 0               | 0     | 6            | 6            | 40%          |
| Finali                 | 0               | 0               | 0               | 0               | 0               | 3               | 2               | 1     | 5             | 0               | 2               | 0               | 1               | 1               | 0               | 0               | 0     | 15           | 15           | 40%          |
| Cemento V–S            | 0–0             | 0–0             | 2–2             | 10–7            | 8–13            | 19–10           | 20–14           | 32–18 | 43–17         | 17–19           | 20–18           | 12–9            | 9–9             | 11–19           | 5–6             | 1–4             |       | 214–162      | 214–162      | 57%          |
| Terra V–S              | 0–0             | 0–0             | 0–0             | 5–3             | 3–7             | 5–3             | 12–8            | 12–5  | 16–7          | 12–5            | 6–6             | 0–2             | 5–5             | 12–5            | 3–6             | 2–4             |       | 93–66        | 93–66        | 59%          |
| Erba V–S               | 0–0             | 0–0             | 0–0             | 2–4             | 0–3             | 1–2             | 6–3             | 5–2   | 0–0           | 0–2             | 10–3            | 0–0             | 0–1             | 4–2             | 2–2             | 0–0             |       | 30–24        | 30–24        | 56%          |
| Totale V–S             | 0–0             | 0–0             | 2–2             | 17–14           | 11–23           | 25–15           | 38–25           | 49–25 | 59–24         | 29–16           | 36–27           | 12–11           | 14–15           | 27–26           | 10–14           | 17–16           | 8–13  | 354–266      | 354–266      | 354–266      |
| Vittorie %             | –%              | –%              | 50%             | 55%             | 32%             | 63%             | 60%             | 66%   | 71%           | 64%             | 57%             | 52%             | 48%             | 51%             | 42%             | 52%             | 38%   | 57.1%        | 57.1%        | 57.1%        |
| Ranking                | 24              | 229             | 174             | 46              | 110             | 22              | 16              | 11    | 7             | 22              | 11              | 15              | 39              | 53              | 111             | 52              |       | $ 18 536 876 | $ 18 536 876 | $ 18 536 876 |

### Vittorie contro giocatori Top 10
| Anno     | 2009 | 2010 | 2011 | 2012 | 2013 | 2014 | 2015 | 2016 | 2017 | 2018 | 2019 | 2020 | 2021 | 2022 | 2023 | 2024 | 2025 | Totale |
| -------- | ---- | ---- | ---- | ---- | ---- | ---- | ---- | ---- | ---- | ---- | ---- | ---- | ---- | ---- | ---- | ---- | ---- | ------ |
| Vittorie | 0    | 0    | 0    | 0    | 0    | 1    | 0    | 3    | 7    | 3    | 1    | 1    | 1    | 1    | 0    | 1    | 1    | 20     |

| #    | Giocatore                 | Rank | Evento                          | Superficie  | Turno | Punteggio             |
| ---- | ------------------------- | ---- | ------------------------------- | ----------- | ----- | --------------------- |
| 2014 |                           |      |                                 |             |       |                       |
| 1.   | Milos Raonic              | 9    | Swiss Indoors, Basilea          | Cemento (i) | QF    | 6(3)–7, 6–3, 6–4      |
| 2016 |                           |      |                                 |             |       |                       |
| 2.   | Stan Wawrinka             | 4    | Indian Wells Open, Indian Wells | Cemento     | 4T    | 6–3, 5–7, 7–6(5)      |
| 3.   | Tomáš Berdych             | 8    | Internazionali d'Italia, Roma   | Terra       | 3T    | 6–0, 6–0              |
| 4.   | Gaël Monfils              | 8    | Shanghai Masters, Shanghai      | Cemento     | 3T    | 4–6, 6–4, 6–2         |
| 2017 |                           |      |                                 |             |       |                       |
| 5.   | Dominic Thiem             | 8    | Australian Open, Melbourne      | Cemento     | 4T    | 5–7, 7–6(4), 6–2, 6–2 |
| 6.   | Dominic Thiem (2)         | 9    | Monte Carlo Masters, Monaco     | Terra       | 3T    | 7–6(4), 4–6, 6–3      |
| 7.   | Novak Đoković             | 2    | Monte Carlo Masters, Monaco     | Terra       | QF    | 6–2, 3–6, 7–5         |
| 8.   | Milos Raonic (2)          | 6    | Madrid Open, Madrid             | Terra       | 3T    | 6–4, 6–2              |
| 9.   | Rafael Nadal              | 1    | ATP Finals, Londra              | Cemento (i) | RR    | 7–6(5), 6(4)–7, 6–4   |
| 10.  | Dominic Thiem (3)         | 4    | ATP Finals, Londra              | Cemento (i) | RR    | 6–4, 6–1              |
| 11.  | Roger Federer             | 2    | ATP Finals, Londra              | Cemento (i) | SF    | 2–6, 6–3, 6–4         |
| 2018 |                           |      |                                 |             |       |                       |
| 12.  | Juan Martín del Potro     | 6    | Internazionali d'Italia, Roma   | Terra       | 3T    | 6–2, 4–5 rit.         |
| 13.  | Kevin Anderson            | 6    | Cincinnati Open, Cincinnati     | Cemento     | 2T    | 6–2, 6–4              |
| 14.  | Juan Martín del Potro (2) | 3    | Cincinnati Open, Cincinnati     | Cemento     | QF    | 7–6(5), 7–6(4)        |
| 2019 |                           |      |                                 |             |       |                       |
| 15.  | Alexander Zverev          | 5    | Halle Open, Halle               | Erba        | QF    | 3–6, 6–1, 7–6(3)      |
| 2020 |                           |      |                                 |             |       |                       |
| 16.  | Rafael Nadal (2)          | 1    | ATP Cup, Sydney                 | Cemento     | QF    | 6–4, 7–6(3)           |
| 2021 |                           |      |                                 |             |       |                       |
| 17.  | Alexander Zverev (2)      | 6    | Monte Carlo Masters, Monaco     | Terra       | 3T    | 6–4, 7–6(7)           |
| 2022 |                           |      |                                 |             |       |                       |
| 18.  | Carlos Alcaraz            | 1    | Astana Open, Astana             | Cemento (i) | 1T    | 7–5, 6–3              |
| 2024 |                           |      |                                 |             |       |                       |
| 19.  | Alexander Zverev (3)      | 2    | Shanghai Masters, Shanghai      | Cemento     | 4T    | 6–4, 7–5              |
| 2025 |                           |      |                                 |             |       |                       |
| 20.  | Carlos Alcaraz (2)        | 3    | Miami Open, Miami               | Cemento     | 2T    | 5–7, 6–4, 6–3         |